# Daniel Alfredsson
Daniel Alfredsson (Gotemburgo, 11 de dezembro de 1972), é um jogador de hóquei no gelo sueco aposentado. Após começar sua carreira no Frölunda HC de sua cidade natal, se tornou conhecido ao ir em 1995 para o Ottawa Senators da National Hockey League. Em dezessete anos com o Senators, Alfredsson foi capitão da equipe e a levou às finais da Copa Stanley em 2007. Em seu último ano da carreira, jogou pelo Detroit Red Wings na temporada 2013-14 da NHL, antes de problemas nas costas impedirem Alfredsson de comparecer aos treinamentos para a temporada seguinte forçando sua aposentadoria. Em 2016, teve seu número aposentado pelos Senators. Jogou pela Suécia em cinco edições de Jogos Olímpicos, ganhando a medalha de ouro em 2006 e a de prata em 2014.